# Davis
Davis város az Amerikai Egyesült Államok Kalifornia államában, Yolo megyében. Lakosainak száma 66 850 fő (2020. április 1.).

## Közlekedés

### Vasút
A települést napi egy pár Coast Starlight néven futó Amtrak távolsági vonatjárat érinti.

## Népesség
A település népességének változása:
| Lakosok száma | 60 308 | 65 622 | 66 850 |
|               | 2000   | 2010   | 2020   |